# Józef Longin Sowiński

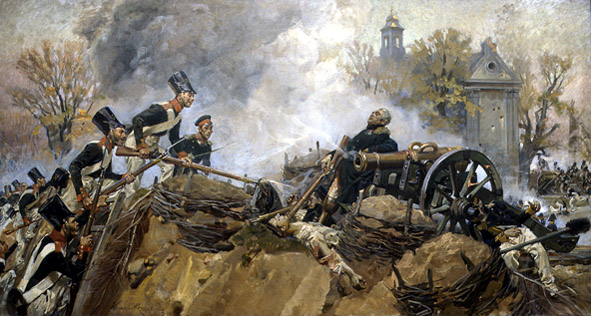
Gen. Sowiński na szańcach Woli, obraz Wojciecha Kossaka

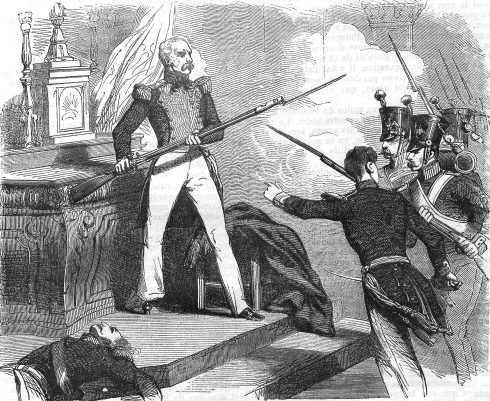
Śmierć gen. Józefa Sowińskiego

Józef Longin Sowiński herbu Krakowczyk (ur. 15 marca 1777, zm. 6 września 1831) – polski generał, dowódca obrony reduty na Woli w Warszawie w 1831, podczas powstania listopadowego.

## Życiorys
Urodził się 15 marca 1777 r. w Warszawie w rodzinie urzędnika królewskiego i adwokata, Cypriana Sowińskiego, nobilitowanego w 1776 z herbem Krakowczyk. Uczył się w Szkole Rycerskiej. Po wybuchu insurekcji kościuszkowskiej w 1794 wstąpił do wojska powstańczego, biorąc udział w walce o Warszawę. 1 maja 1794 uzyskał stopień podporucznika. Walczył następnie w korpusie Jana Henryka Dąbrowskiego, między innymi w walkach o Bydgoszcz, aż do kapitulacji w lutym 1795. Po rozbiorach Polski, zdemobilizowany, spędził kilka lat w majątku rodziców pod Sieradzem (w zaborze pruskim), a w 1799 wstąpił do armii pruskiej, w której służył do lutego 1811, kiedy podał się do dymisji. Początkowo służył jako podoficer, w 1801 awansował na podporucznika, a w 1810 na porucznika. Zdobył w tych latach przyjaźń swego dowódcy, gen. ks. Augusta Pruskiego, który potem wielokrotnie mu pomagał, m.in. w sprawie uwolnienia z niewoli rosyjskiej w 1813. Podczas wojny 1806–1807 dowodził półbaterią składającą się z 3 dział 6-funtowych i kilkukrotnie wyróżnił się w walce. Za męstwo na polach bitewnych, ale przede wszystkim za swój wyczyn podczas walk pod Wackern 8 lutego 1807, Sowiński odznaczony został orderem Pour le Mérite przez króla Fryderyka Wilhelma III. Sowiński otrzymał order w dniu 29 maja 1807 jako 199. w kolejności oficer armii pruskiej za jego panowania. W dniu 14 czerwca 1807 podczas walk pod Kalgen w pobliżu Królewca, został ranny i wzięty do niewoli francuskiej.
W połowie 1811 wstąpił do Armii Księstwa Warszawskiego, gdzie został szefem szwadronu w pułku artylerii konnej, w stopniu kapitana. W czerwcu 1812 roku wziął udział w wyprawie Napoleona przeciw Imperium Rosyjskiemu na Moskwę (brał udział m.in. w bitwie pod Smoleńskiem). W 1812 roku przystąpił do Konfederacji Generalnej Królestwa Polskiego. Autorzy pamiętników opisują, że dzielnie walczył dowodząc podległymi mu żołnierzami. W bitwie pod Borodino 5 września 1812 został jednak poważnie ranny w nogę, którą musiano mu amputować. Poruszał się odtąd o kuli. Wzięty następnie do niewoli rosyjskiej, skąd zwolniono go w 1813. Za kampanię moskiewską został odznaczony krzyżami kawalerskimi polskiego Virtuti Militari i francuskiej Legii Honorowej.
Po powrocie do Warszawy został dyrektorem Arsenału Budowniczego w Królestwie Polskim. Stanowisko to w stopniu podpułkownika zajmował do 1820. We wrześniu 1820, w stopniu pułkownika, został komendantem wojskowej Szkoły Aplikacyjnej. Otrzymał wówczas, w 1822, Order św. Anny II kl. z brylantami. Odznaczony Orderem Świętego Stanisława II klasy z nadania w 1829 roku.
Po wybuchu powstania listopadowego usiłował początkowo powstrzymać wychowanków od udziału w nim, obawiając się jego szybkiego upadku i represji, jednakże w miarę rozwoju powstania, przyjął stanowisko dowódcy artylerii garnizonu warszawskiego. Wiosną 1831 powołano go na stanowisko dyrektora wydziału artylerii Komisji Rządowej Wojny. Mimo że cieszył się dużym autorytetem, jako inwalida nie był angażowany do służby liniowej. Dopiero w lipcu 1831, na jego prośbę, mianowano go dowódcą reduty nr 56 na Woli. W miarę zbliżania się wojsk rosyjskich do Warszawy w sierpniu powierzono mu dowodzenie obroną Woli, a 22 sierpnia awansowano na generała brygady.
Główne uderzenie rosyjskie zostało skierowane 6 września właśnie na Wolę, bronioną przez 1300 żołnierzy i mającą 12 dział (Rosjanie skierowali do ataku 11 batalionów piechoty wspartych 76 działami). Kilkugodzinna obrona Woli prowadzona przez Sowińskiego nie miała dalszych szans powodzenia wobec przewagi wroga. Dokładne okoliczności śmierci generała Sowińskiego nie są znane.
Sowiński stał się po śmierci jednym z bohaterów narodowych tamtej epoki. Powszechnie podawana wersja odnośnie do okoliczności jego śmierci weszła do legendy opisywana w licznych utworach poetyckich i literackich. Była także chętnie wykorzystywanym motywem w ikonografii.

### Okoliczności śmierci
Władze rosyjskie publicznie jednak podały wersję o zabiciu generała na posterunku bojowym. Tę wersję uwiecznił też Wojciech Kossak na obrazie Gen. Sowiński na szańcach Woli oraz Juliusz Słowacki w utworze Sowiński w okopach Woli. W rzeczywistości w trakcie szturmu reduty wolskiej po wdarciu się tam wroga doszło do walki na bagnety, a artyleria polska rażąca wroga kartaczami zamilkła. Część Polaków ginęła w walce, część poddawała się, inni uciekali do kościoła. Grupa żołnierzy z gen. Sowińskim otrzymała propozycję kapitulacji, którą generał przyjął. Gdy Polacy złożyli broń, w plecy przyjmujących kapitulację Rosjan padła salwa ze strony kościoła. Rosjanie uznali to za podstęp i bezbronni Polacy zostali wymordowani bagnetami. W rzezi tej najprawdopodobniej zginął także generał. 

### Miejsce pochówku
Podczas drugiego sezonu badań archeologicznych na dziele fortyfikacyjnym nr 54, zwanym Redutą Ordona, archeolodzy zadokumentowali szkielet żołnierza z chirurgicznie amputowaną nogą. Antropologiczna analiza zrostów kostnych na kończynie sugerowała, że amputacja miała miejsce przed powstaniem listopadowym. Część badaczy wysunęła ostrożną tezę o możliwym odkryciu szczątków gen. Sowińskiego na sąsiedniej reducie nr 54, zamiast na reducie wolskiej. Rewelacje te, nagłośnione przez „Super Expres”, nie zostały potwierdzone.

### Stosunki rodzinne
W 1815 Sowiński, najpierw żonaty z Henriettą von Brockhausen, poślubił po uzyskaniu rozwodu Katarzynę ze Schraederów 1:o voto Jonas, kalwinistkę (1776–1860). Na wieść o śmierci męża udała się na Wolę szukając jego zwłok, których nigdy nie odnaleziono. Po paru dniach jakiś żołnierz rosyjski odniósł wdowie laskę generała. W czerwcu 1860 pogrzeb Sowińskiej na warszawskim cmentarzu kalwińskim zgromadził olbrzymie rzesze mieszkańców stolicy i był pierwszą po roku 1831 manifestacją patriotyczną. Oba małżeństwa Sowińskiego były bezdzietne.

## Upamiętnienia

### Obiekty
- III Liceum Ogólnokształcące im. gen. Józefa Sowińskiego w Warszawie
- VIII Liceum Ogólnokształcące Samorządowe im. gen. Józefa Sowińskiego w Częstochowie[8]
- Park im. gen. Józefa Sowińskiego w Warszawie
- Pomnik gen. Józefa Sowińskiego w Warszawie
- Ulica Józefa Sowińskiego w Lublinie
- Ulica Józefa Sowińskiego w Warszawie
- Ulica Józefa Sowińskiego w Świdnicy
- Ulica Józefa Sowińskiego w Poznaniu
- Ulica Józefa Sowińskiego w Ostrowie Wielkopolskim
- Ulica Józefa Sowińskiego w Częstochowie

### Jednostki wojskowe
- 2 Dywizjon Artylerii Konnej im. gen. Józefa Sowińskiego
- Batalion im. Sowińskiego